# Gare de Luant
Gare de Luant vasútállomás Franciaországban, Luant településen.

## Vasútvonalak
Az állomást az alábbi vasútvonalak érintik:
- Orléans–Montauban-vasútvonal

## Kapcsolódó állomások
A vasútállomáshoz az alábbi állomások vannak a legközelebb:
- Gare de Châteauroux (Gare des Aubrais - Orléans, Orléans–Montauban-vasútvonal)
- Gare de Lothiers (Gare de Montauban-Ville-Bourbon, Orléans–Montauban-vasútvonal)